# Réserve indienne de Mille Lacs
Mille Lacs est une réserve indienne américaine située dans le Minnesota, habitée par la bande ojibwée de Mille Lacs.

## Démographie
Sa population s'élève en 2016 à 4 539 habitants selon l'American Community Survey.
| Groupe            | Mille Lacs | Minnesota | États-Unis |
| ----------------- | ---------- | --------- | ---------- |
| Blancs            | 46,9       | 85,3      | 72,4       |
| Amérindiens       | 44,4       | 1,1       | 0,9        |
| Métis             | 8,3        | 2,4       | 2,9        |
| Autres            | 0,4        | 11,2      | 23,8       |
| Total             | 100        | 100       | 100        |
|                   |            |           |            |
| Latino-Américains | 2,0        | 4,7       | 16,7       |

Selon l'American Community Survey, pour la période 2011-2015, 92,03 % de la population âgée de plus de 5 ans déclare parler l'anglais à la maison, 5,94 % l'ojibwé et 2,03 % une autre langue.

## Localités
- Vineland, Minnesota (Neyaashiing)
- Isle, Minnesota (Chi-minising)
- East Lake (en), Minnesota (Minisinaakwaang)
- Minnewawa (en), Minnesota (Manoominikaan-zaaga'iganiing)
- Sandy Lake (en), Minnesota (Gaa-mitaawangaagamaag)
- Sandstone, Minnesota (Asinikaaning)
- Lake Lena (en), Minnesota (Aazhoomog)
- Hinckley, Minnesota (Gaa-zhiigwanaabikokaag)
- Pine City, Minnesota (Ne-zhingwaakokaag)